# Gianni Palagonia
Gianni Palagonia, pseudonimo di Giuseppe Monforte (Catania, 1961), è un poliziotto e scrittore italiano.
È conosciuto principalmente quale autore dei libri noir Il silenzio, Nelle mani di nessuno e L'aquila e la piovra, che raccontano in chiave romanzata la sua vera vita personale e professionale, nonché le operazioni da lui svolte nel contrasto alla criminalità organizzata, mafia e terrorismo interno.
Nel 2008, Il silenzio viene pubblicato in edizione pocket bestseller e viene tradotto per i paesi Germania, Albania e Paesi Bassi.
Nel 2019 viene selezionato da Endemol Shine Italy per prendere parte alla prima edizione del reality game di Amazon Prime Video Celebrity Hunted: Caccia all'uomo, dove interpreta sé stesso all’interno della squadra destinata a effettuare le attività investigative e di intelligence nel Quartier Generale.

## Biografia
Arruolato nel disciolto Corpo della Guardia di Pubblica Sicurezza, dopo il Corso di formazione, Palagonia viene assegnato al Commissariato Casilino Nuovo di Roma e successivamente alla Squadra Mobile (Sez. Narcotici) romana.
Trasferito a Catania viene assegnato alla Squadra Mobile e successivamente alla Criminalpol “Sicilia Orientale”.  Nel lungo periodo catanese ha svolto servizio presso la Sez. Rapine/Falchi e successivamente presso la Sez. Investigativa dove si è occupato delle verifiche sulle dichiarazioni rese da “collaboratori di giustizia” e prevalentemente della ricerca dei latitanti.
Prende parte a complesse operazioni che culminano con l’arresto di soggetti responsabili di associazioni per delinquere di stampo mafioso, nonché al recupero di armi e di sostanze stupefacenti.
In seguito a indagini avviate e condotte, è pervenuto, unitamente ad altro personale, alla cattura di uno dei più “alti esponenti della mafia siciliana” ricercato da oltre undici anni.
Nel 1992 viene trasferito per “motivi di sicurezza” ad Arezzo, dove per moltissimi anni vive con la sua famiglia all’interno della caserma di Polizia. Aggregato presso la Criminalpol di Firenze fa parte del gruppo investigativo che svolge le indagini che portano all’arresto di orafi aretini che riciclavano denaro sporco con narcotrafficanti di Panama e Colombia (Operazione “UNIGOLD”).
Nel 1994 viene aggregato presso il Servizio Centrale Operativo della Polizia di Stato di Roma, ove svolge un'articolata attività investigativa coordinata dalle Procure della Repubblica del Tribunale di Palermo e Caltanissetta connessa ai presunti mandanti delle stragi (Operazione “Stoneman”).
Nel 1996 svolge una complessa attività mirata al monitoraggio di insediamenti mafiosi nel tessuto socio/economico aretino e alla prevenzione di attività di riciclaggio di denaro sporco, che trova positivi riscontri e produce risultati anche sotto il profilo dell’azione penale.
Nel 2002, a seguito dell’uccisione a Bologna del prof. Marco Biagi viene inviato presso la DIGOS della Questura di Bologna per far parte del gruppo investigativo appositamente costituito per svolgere le indagini relative al citato omicidio.
Nel marzo 2003, a seguito dell’uccisione del sovrintendente Emanuele Petri, viene aggregato sempre quale componente del citato “Gruppo Investigativo” presso la Digos di Firenze, ove svolge le indagini che porteranno all’arresto dei noti terroristi appartenenti alle BR-PCC, responsabili degli omicidi citati, nonché del giurista Massimo D'Antona nel 1999.
Nel 2006 il Servizio per la Cooperazione Internazionale di Polizia, lo ha inviato in missione a Tirana, quale componente dell’Ufficio di Collegamento Interforze di Polizia in Albania.
Nel 2009 il Dipartimento della Pubblica Sicurezza – Direzione Centrale per gli Istituti di Istruzione – Ufficio Studi e Programmi, lo ha inviato a tenere conferenze “sull’attività del poliziotto” presso tutte le Scuole allievi Agenti d’Italia (all’interno del sito ufficiale sono presenti le relative foto in "galleria" e poi "conferenze").
Conclude la sua carriera nel 2013, quale Vice responsabile della Sez. Antiterrorismo di una DIGOS italiana.

## Opere
- Il silenzio. Racconto di uno sbirro antimafia, Piemme (2007)
- Nelle mani di nessuno. La lotta di uno sbirro antimafia in un paese malato, Piemme (2008)
- L'aquila e la piovra. Un poliziotto italiano in missione in Albania, CentoAutori (2015)